# Powiat de Kazimierza
Le powiat de Kazimierza (en polonais : powiat kazimierski) est un powiat appartenant à la voïvodie de Sainte-Croix dans le centre-sud de la Pologne.

## Division administrative
Le powiat comprend 5 communes :
- 2 communes urbaines-rurales : Kazimierza Wielka et Skalbmierz ;
- 3 communes rurales : Bejsce, Czarnocin et Opatowiec.